# Дискография Lacuna Coil
Ниже представлена дискография итальянской метал-группы «Lacuna Coil» (по состоянию на июнь 2014).
Коллектив выпустил семь студийных альбомов, два мини-альбома, два компиляционных альбома, один видеоальбом и 14 синглов; а также шестнадцать видеоклипов.

## Альбомы

### Студийные альбомы
| №                                                                                                  | Заголовок            | Краткая информация | Позиции в чартах (избранные) | Позиции в чартах (избранные) | Позиции в чартах (избранные) | Позиции в чартах (избранные) | Позиции в чартах (избранные) | Позиции в чартах (избранные) | Позиции в чартах (избранные) | Позиции в чартах (избранные) | Позиции в чартах (избранные) | Позиции в чартах (избранные) | Сертификация и продажи                 |
| №                                                                                                  | Заголовок            | Краткая информация | ITA                          | AUT                          | BEL (FL)                     | FRA                          | GER                          | JPN                          | SPA                          | SWI                          | UK                           | US                           | Сертификация и продажи                 |
| -------------------------------------------------------------------------------------------------- | -------------------- | --- | ---------------------------- | ---------------------------- | ---------------------------- | ---------------------------- | ---------------------------- | ---------------------------- | ---------------------------- | ---------------------------- | ---------------------------- | ---------------------------- | -------------------------------------- |
| 1                                                                                                  | «In a Reverie»       | - Выпущен: 8 июня 1999 (US) - Лейбл: Century Media - Жанр: готик-метал - Формат: CD, digital download                            | —                            | —                            | —                            | —                            | —                            | —                            | —                            | —                            | —                            | —                            |                                        |
| 2                                                                                                  | «Unleashed Memories» | - Выпущен: 20 марта 2001 (US) - Лейбл: Century Media - Жанр: готик-метал - Формат: CD, digital download                          | —                            | —                            | —                            | —                            | 72                           | —                            | —                            | —                            | —                            | —                            |                                        |
| 3                                                                                                  | «Comalies»           | - Выпущен: 29 октября 2002 (US) - Лейбл: Century Media - Жанр: готик-метал, альтернатив-метал - Формат: CD, LP, digital download | —                            | —                            | —                            | 69                           | 45                           | —                            | —                            | —                            | —                            | 178                          | США: >300 тыс. копий                   |
| 4                                                                                                  | «Karmacode»          | - Выпущен: 4 апреля 2006 (US) - Лейбл: Century Media - Жанр: готик-метал, альтернатив-метал - Формат: CD, LP, digital download   | 17                           | 52                           | 83                           | 54                           | 43                           | 139                          | —                            | 61                           | 47                           | 28                           | - FIMI: Серебро - США: >200 тыс. копий |
| 5                                                                                                  | «Shallow Life»       | - Выпущен: 21 апреля 2009 (US) - Лейбл: Century Media, EMI - Жанр: альтернатив-метал - Формат: CD, LP, digital download          | 25                           | 68                           | 74                           | 46                           | 52                           | 76                           | 95                           | 64                           | 42                           | 16                           | США: >70 тыс. копий                    |
| 6                                                                                                  | «Dark Adrenaline»    | - Выпущен: 24 января 2012 (US) - Лейбл: Century Media, EMI - Жанр: альтернатив-метал - Формат: CD, LP, digital download          | 18                           | —                            | 70                           | 53                           | 36                           | 225                          | 77                           | 53                           | 48                           | 15                           | США: >20 тыс. копий                    |
| 7                                                                                                  | «Broken Crown Halo»  | - Выпущен: 1 апреля 2014 (US) - Лейбл: Century Media, Universal - Жанр: альтернатив-метал - Formats: CD, LP, digital download    | 13                           | 55                           | 66                           | 56                           | 40                           | —                            | —                            | 37                           | 45                           | 27                           | США: >13 тыс. копий                    |
| «—» указывается для релиза, который не вошёл в хит-парад или не был выпущен в той или иной стране. |                      | |                              |                              |                              |                              |                              |                              |                              |                              |                              |                              |                                        |

### Концертные альбомы
| № | Заголовок                            | Краткая информация                                                                   |
| - | ------------------------------------ | ------------------------------------------------------------------------------------ |
| 1 | «Visual Karma (Body, Mind and Soul)» | - Выпущен: 25 ноября 2008 (US) - Лейбл: Century Media - Формат: CD, digital download |

### Сборники
| № | Заголовок                  | Краткая информация                                                                         |
| - | -------------------------- | ------------------------------------------------------------------------------------------ |
| 1 | «The EPs»                  | - Выпущен: 18 июля 2005 (US) - Лейбл: Century Media, EMI - Формат: CD, digital download    |
| 2 | «Manifesto of Lacuna Coil» | - Выпущен: 27 февраля 2009 (US) - Лейбл: Century Media, EMI - Формат: CD, digital download |

### Видеоальбомы
| № | Заголовок                            | Краткая информация                                                  | Позиции в чартах (избранные) | Позиции в чартах (избранные) |
| № | Заголовок                            | Краткая информация                                                  | ITA DVD                      | JPN DVD                      |
| - | ------------------------------------ | ------------------------------------------------------------------- | ---------------------------- | ---------------------------- |
| 1 | «Visual Karma (Body, Mind and Soul)» | - Выпущен: 25 ноября 2008 (US) - Лейбл: Century Media - Формат: DVD | 12                           | 216                          |

### Мини-альбомы
| № | Заголовок     | Краткая информация                                                                                       |
| - | ------------- | --- |
| 1 | «Lacuna Coil» | - Выпущен: 7 апреля 1998 (US) - Лейбл: Century Media - Жанр: готик-метал - Формат: CD, digital download  |
| 2 | «Halflife»    | - Выпущен: 18 ноября 2000 (US) - Лейбл: Century Media - Жанр: готик-метал - Формат: CD, digital download |

## Синглы
| №                                                                                                  | Заголовок                                  | Год  | Позиции в чартах (избранные) | Позиции в чартах (избранные) | Позиции в чартах (избранные) | Позиции в чартах (избранные) | Позиции в чартах (избранные) | Позиции в чартах (избранные) | Альбом            |
| №                                                                                                  | Заголовок                                  | Год  | ITA                          | AUT                          | SPA                          | UK                           | US Act. Rock                 | US Main. Rock                | Альбом            |
| -------------------------------------------------------------------------------------------------- | ------------------------------------------ | ---- | ---------------------------- | ---------------------------- | ---------------------------- | ---------------------------- | ---------------------------- | ---------------------------- | ----------------- |
| 1                                                                                                  | «Heaven’s a Lie»                           | 2002 | —                            | —                            | —                            | —                            | —                            | —                            | Comalies          |
| 2                                                                                                  | «Swamped»                                  | 2004 | —                            | 22                           | —                            | —                            | —                            | —                            | Comalies          |
| 3                                                                                                  | «Our Truth»                                | 2006 | 36                           | —                            | 18                           | 40                           | —                            | 36                           | Karmacode         |
| 4                                                                                                  | «Enjoy the Silence»                        | 2006 | 44                           | —                            | —                            | 41                           | —                            | —                            | Karmacode         |
| 5                                                                                                  | «Closer»                                   | 2006 | 71                           | —                            | —                            | —                            | —                            | —                            | Karmacode         |
| 6                                                                                                  | «Within Me»                                | 2006 | —                            | —                            | —                            | —                            | —                            | —                            | Karmacode         |
| 7                                                                                                  | «Spellbound»                               | 2009 | —                            | —                            | —                            | —                            | 24                           | 30                           | Shallow Life      |
| 8                                                                                                  | «I Like It»                                | 2009 | —                            | —                            | —                            | —                            | —                            | —                            | Shallow Life      |
| 9                                                                                                  | «I Won’t Tell You»                         | 2009 | —                            | —                            | —                            | —                            | 32                           | 35                           | Shallow Life      |
| 10                                                                                                 | «Trip the Darkness»                        | 2011 | —                            | —                            | —                            | —                            | 23                           | 28                           | Dark Adrenaline   |
| 11                                                                                                 | «Fire»                                     | 2012 | —                            | —                            | —                            | —                            | —                            | —                            | Dark Adrenaline   |
| 12                                                                                                 | «Nothing Stands in Our Way»                | 2014 | —                            | —                            | —                            | —                            | —                            | —                            | Broken Crown Halo |
| 13                                                                                                 | «Die & Rise»                               | 2014 | —                            | —                            | —                            | —                            | —                            | 34                           | Broken Crown Halo |
| 14                                                                                                 | «I Forgive (But I Won’t Forget Your Name)» | 2014 | —                            | —                            | —                            | —                            | —                            | —                            | Broken Crown Halo |
| «—» указывается для релиза, который не вошёл в хит-парад или не был выпущен в той или иной стране. |                                            |      |                              |                              |                              |                              |                              |                              |                   |

Композиция «Wide Awake» с альбома «Shallow Life» также была выпущена как сингл в 2009 году, но только на территории Италии. Данные о включении песни в хит-парады отсутствуют.

## Видеоклипы
| Песня                                      | Год  | Режиссёр(ы)          |
| ------------------------------------------ | ---- | -------------------- |
| «Heaven’s a Lie» (первый вариант)          | 2002 | Луиджи Сабадини      |
| «Heaven’s a Lie» (второй вариант)          | 2003 | Чейд Сейд            |
| «Heaven’s a Lie» (третий вариант)          | 2003 | Патрик Уллеус        |
| «Swamped»                                  | 2004 | Патрик Уллеус        |
| «Our Truth»                                | 2006 | Нэтан Кокс, Зак Мерк |
| «Enjoy the Silence»                        | 2006 | Нэтан Кокс, Зак Мерк |
| «Closer»                                   | 2006 | Нэтан Кокс, Зак Мерк |
| «Within Me»                                | 2007 | Каль Карман          |
| «Spellbound»                               | 2009 | Роберто Синарди      |
| «I Like It»                                | 2009 | Кевин Джеймс Кастер  |
| «I Won’t Tell You»                         | 2010 | Роберто Синарди      |
| «Trip the Darkness»                        | 2011 | Sitcom Soldiers      |
| «Fire»                                     | 2012 | Брендан Кайл Кокрейн |
| «End of Time»                              | 2012 | Роберто Синарди      |
| «I Forgive (But I Won’t Forget Your Name)» | 2014 | Sitcom Soldiers      |
| «Nothing Stands in Our Way»                | 2014 | Дэниэл Кайкендолл    |

## Демозаписи
В 1996 году группа, носившая тогда название «Ethereal», записала демо-релиз «Promo 1996». В него входили две композиции — «Shallow End» и «Frozen Feeling».
Стоит также отметить демозапись готик/дум-метал-коллектива «Sleep of Right» (существовал в 1994—1995 гг.), которого считают предтечей «Lacuna Coil». «SOR» записали единственную песню «Bleeding Souls» в 1994 году.